# Aetokremnos

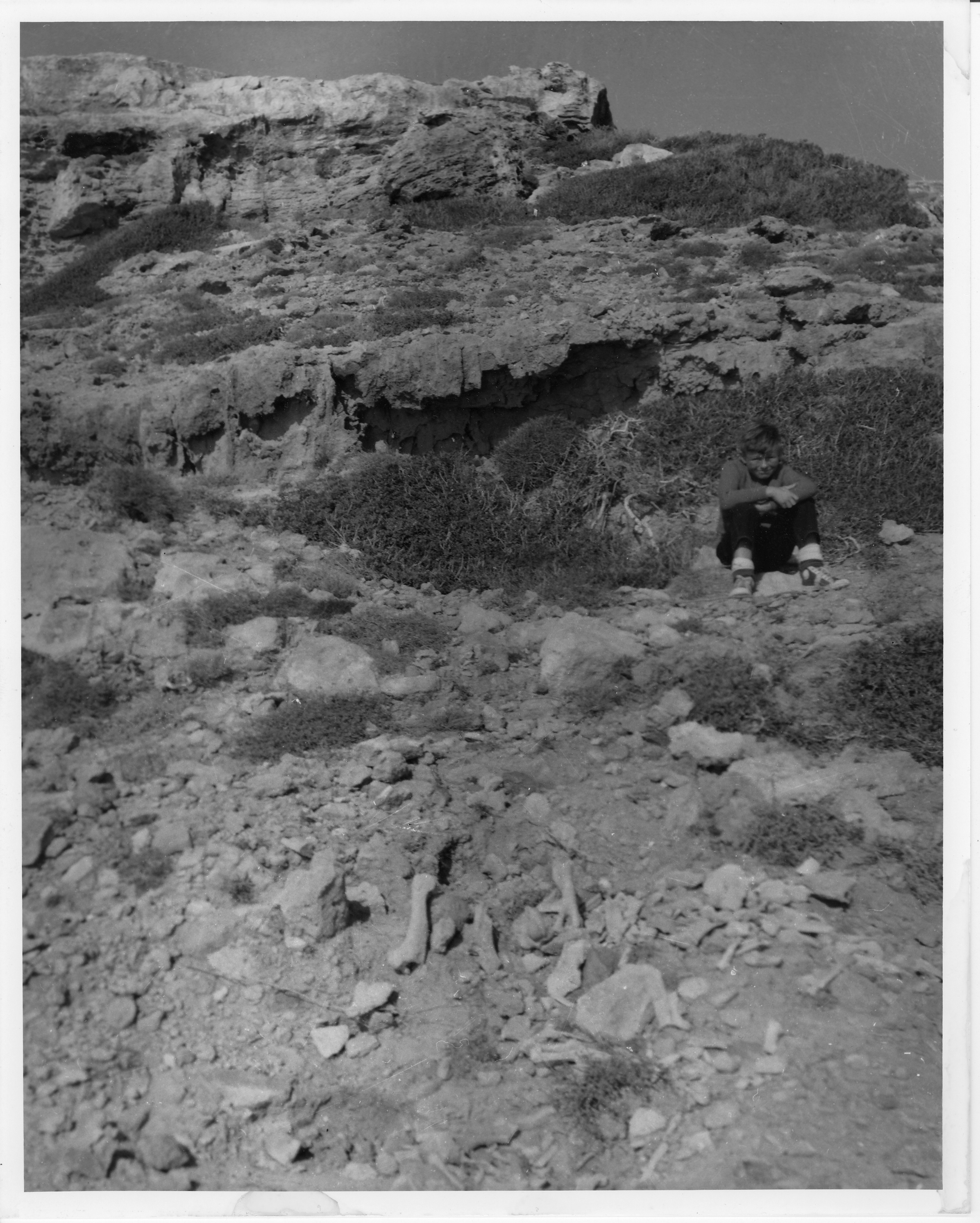
Abri von Aetokremnos, 1960

Aetokremnos (griech.: Adlerklippe) ist ein Abri bei Limassol an der Südküste Zyperns, der 40 m über dem Meeresspiegel liegt.
Auf ca. 40 m² Fläche wurden in vier Schichten (die dritte ist steril) zahlreiche Knochen von Hippopotamus minor (ein verzwergter Vertreter des Flusspferdes) sowie etwa tausend Flintartefakte gefunden. Damit war Aetokremnos lange Zeit der einzige Fundplatz auf der Insel, der einer vorneolithischen und damit einer Jäger-und-Sammler-Kultur angehörte. Mit Roudia (7,2 ± 1,3 bis 12,8 ± 1,6 ka) kam ein zweiter Fundplatz aus dieser Epoche hinzu, der wohl noch älter ist.
Zu den Flusspferdknochen kamen Knochen von etwa drei Individuen der Art Palaeoloxodon cypriotes, eine ebenfalls verzwergte Elefantenform, sowie Überreste von Fischen und Vögeln, vier Knochen von Damwild, 13 von Schweinen. Das Lager wurde auf etwa 9825 v. Chr. datiert.
Zunächst nahm man an, damit den Beleg gefunden zu haben, dass die Jäger die Flusspferde wie die übrigen Vertreter der Megafauna ausgerottet hätten. Doch wiesen die Knochen keine Schnittspuren aufwiesen, hingegen 30 % von ihnen Brandspuren. Außerdem zeigte sich, dass 74 % der Knochen von Zwergflusspferden, 25 % von Fischen und Vögeln stammten, jedoch fanden sich nur Überreste von drei Elefanten. Die Flusspferde hingegen repräsentierten etwa 500 Individuen. Da sich die Zahl der Flusspferde von unten nach oben, also von den ältesten zu den jüngsten Schichten verminderte, zugleich der Anteil der anderen Tiere anstieg, folgerte Simmons, dass die übermäßig erfolgreichen Jäger gezwungen waren, nunmehr anderen Arten nachzustellen.
Die Anwesenheit von Schweinen überraschte insofern, als man geglaubt hatte, sie seien erst mit den ersten Siedlern des Neolithikums auf die Insel gekommen, also einer bäuerlichen Kultur. Sie waren neben Damwild die einzigen größeren Säugetiere auf der Insel.
Neben den genannten fanden sich Knochen von mindestens drei Schlangenarten, der Levanteotter (Macrovipera lebetina), der Pfeilnatter und der Zypern-Ringelnatter, (Natrix natrix cypriaca), einer heute bedrohten Unterart der Ringelnatter, sowie Überreste der Wechselkröte. Von den Knochen stammen 98,3 % von der Levanteotter.
Inzwischen wurde durch einen Schädelfund bei Xylophágou im Südosten Zyperns der Nachweis erbracht, dass es auf Zypern eine zweite Elefantenart gab (Palaeoloxodon xylophagou).